# Bálint Lajos-vándorgyűrű
A Bálint Lajos-vándorgyűrűt Spiegel Annie, Bálint Lajos özvegye, maga is neves dramaturg, valamint Budapest Főváros Tanácsa alapította 1976-ban. Az alapító okirat értelmében a díjban évente felváltva egy-egy dramaturg, illetve művészeti titkár részesülhet emlékezvén a névadó Bálint Lajosra, aki mindkét foglalkozást művelte.
Az eddigi díjazottak:
- 1977 - Radnóti Zsuzsa - dramaturg
- 1978 - Dr. Gévai Károly - művészeti titkár - Vidám Színpad
- 1979 - Czímer József - dramaturg
- 1980 - H. Péteri Nikola művészeti titkár - Csokonai Színház, Debrecen
- 1981 - Dr. Székely György - dramaturg
- 1982 - Sánta Ágnes, - művészeti titkár - szolnoki Szigligeti Színház
- 1983 - Dr. Benedek András - dramaturg
- 1984 - Faragó Rézi - művészeti titkár - Thália Színház
- 1985 - Bereczky Erzsébet - dramaturg
- 1986 - Siklósi László - művészeti titkár - Miskolci Nemzeti Színház
- 1987 - Vinkó József - dramaturg
- 1988 - Magyarics Györgyi - művészeti titkár - Madách Színház
- 1989 - Fodor Géza - dramaturg
- 1990 - Horváth Erzsébet - művészeti titkár - Fővárosi Operettszínház
- 1991 - Duró Győző - dramaturg
- 1992 - Csaba Zita - művészeti titkár - Pécs
- 1993 - Böhm György - dramaturg
- 1994 - Kamarell Márta - művészeti titkár - kaposvári Csiky Gergely Színház
- 1995 - Dobák Lívia - dramaturg
- 1996 - Magyar László - Katona József Színház
- 1997 - Upor László - dramaturg
- 1998 - Balogh Erzsi - művészeti titkár - Madách Színház
- 1999 - Bérczes László - dramaturg
- 2000 - Muskát László - művészeti titkár - Radnóti Színház
- 2001 - Lőkös Ildikó - dramaturg
- 2002 - Várnai Péter - művészeti titkár - Vígszínház
- 2003 - Radnai Annamária - dramaturg
- 2004 - Juhász Antónia - művészeti titkár - Egri Gárdonyi Géza Színház
- 2005 - Solténszky Tibor dramaturg
- 2006 - Simon Ibolya - művészeti titkár - kecskeméti Katona József Színház
- 2007 - Veress Anna - dramaturg
- 2008 - Koncz Boglárka - művészeti titkár - Miskolci Nemzeti Színház
- 2009 - Faragó Zsuzsa - dramaturg
- 2010 - Götz Béláné - művészeti titkár - Budapest Bábszínház
- 2011 - Perczel Enikő - dramaturg
- 2012 - Márton Éva - művészeti titkár - Nemzeti Színház[1]
- 2013 - Gyarmati Kata - dramaturg
- 2014 - Bodor Gizi - művészeti titkár - kecskeméti Katona József Színház[2]
- 2015 - Lengyel Anna - dramaturg
- 2016 - Farkas Irén - művészeti titkár
- 2017 - Török Tamara - dramaturg[3]
- 2018 - Brüll Krisztina - a Thália Színház művészeti főtitkára[4]
- 2019 - Gáspár Ildikó - dramaturg (Örkény Színház)[5]
- 2020 - Domokos Ildikó - művészeti titkár (Karinthy Színház)[6]
- 2021 - Enyedi Éva - dramaturg (Pintér Béla Társulat)[7]
- 2022 - Danyi Judit - művészeti titkár (Pécsi Nemzeti Színház)[8]
- 2023 - Kárpáti Péter - dramaturg[9]
- 2024 - Szinai Eszter művészeti titkár[10]

A díj kezelője a Magyar Színházi Társaság (a Magyar Színházművészet Szövetség jogutóda). Odaítélésről évente a Színházi Dramaturgok Céhe, illetve a Színházi Titkárok Társasága dönt.